# Verspreidingsgebied

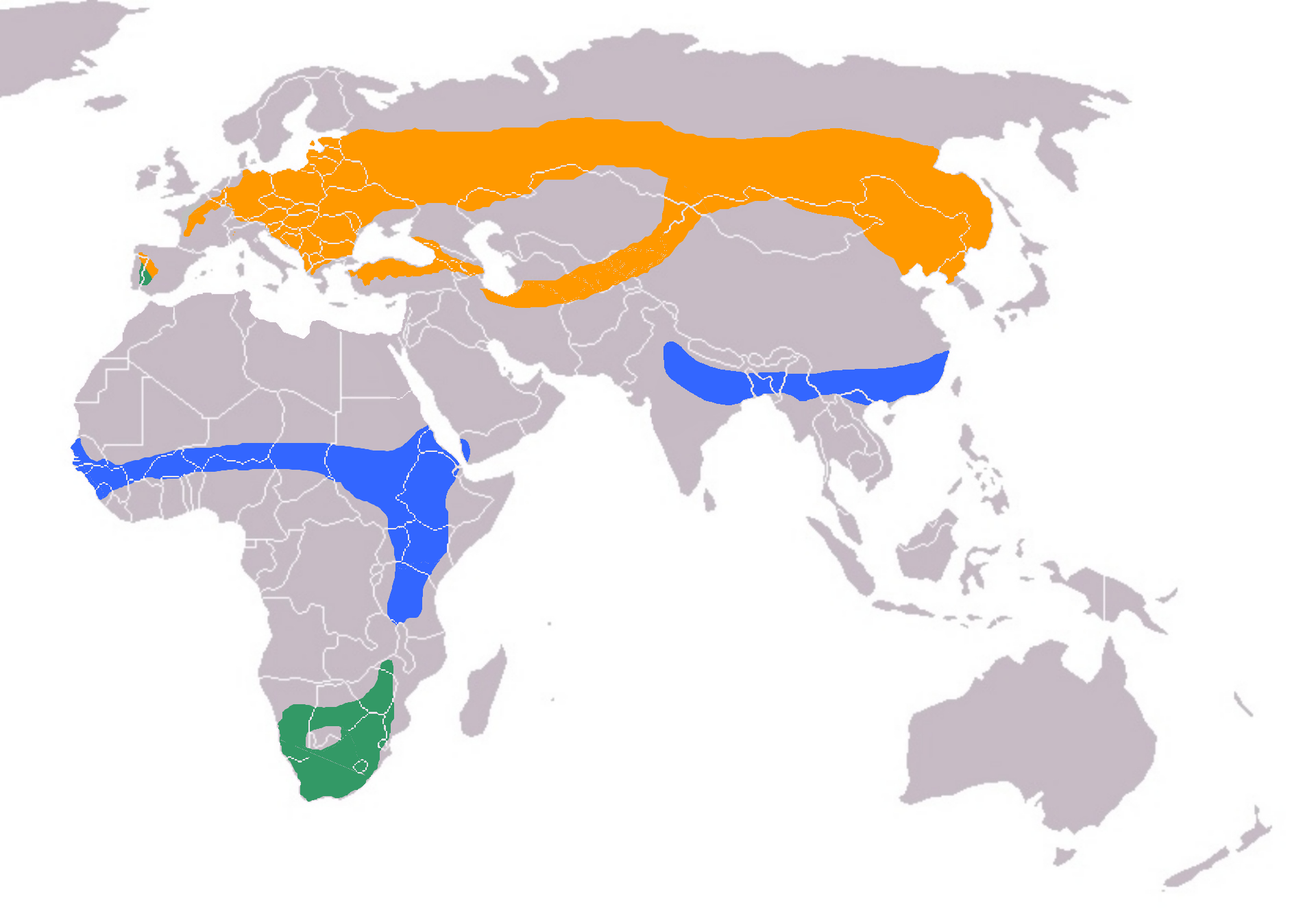
Verspreidingsgebied van de zwarte ooievaar (Ciconia nigra)
broedgebied/zomergebied
wintergebied
Standvogel, het gehele jaar door aanwezig

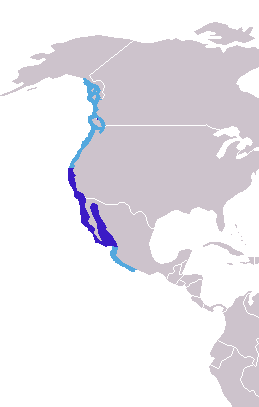
Verspreidingsgebied van de Californische zeeleeuw (Zalophus californianus)
Voortplantingsgebied
Verspreiding buiten voortplantingstijd

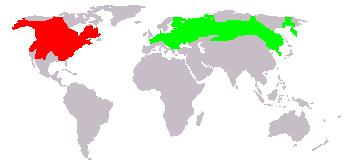
Verspreidingsgebied van de muskusrat (Ondathra zibethicus)
Oorspronkelijk verspreidingsgebied
Verspreiding als exoot

Een verspreidingsgebied of areaal is een gebied waar een bepaald verschijnsel voorkomt. Dit kan tuinbouw zijn (tuinbouwareaal) of winkels (winkelareaal). In de biogeografie is de term areaal ofwel verspreidingsgebied meer specifiek en duidt dit op het gebied waarin een bepaald taxon (vaak een soort) of een syntaxon voorkomt.

## Areaal in de biogeografie
Chorologie is het onderdeel van de  biogeografie dat zich bezighoudt met de ruimtelijke verspreiding (arealen) van organismen over het aardoppervlak. Naast de beschrijving van de verspreiding gaat het ook om de historische verklaring van de huidige het verspreidingsgebieden van taxa. Chorologie bestudeert de verspreidingspatronen van organismen, stelt vast welke groepen planten en dieren kenmerkend zijn voor de gebieden op het land en in de zee en gaat na hoe de tegenwoordige verspreiding is ontstaan.

### Verspreidingsgebieden
Verspreidingsgebieden van taxa en syntaxa kunnen groter of kleiner en minder of meer aaneengesloten zijn. De volgende verspreidingspatronen kunnen worden onderscheiden:
- Kosmopolitische verspreiding: verspreiding over een groot deel van de wereld, zoals op de verschillende continenten of in alle oceanen.
- Disjuncte verspreiding: het verspreidingsgebied is niet aaneengesloten, maar in twee of meer stukken verdeeld.
- Endemische verspreiding: van nature tot één gebied beperkt, meestal niet erg groot verspreidingsgebied.

### Status van soorten
Soorten kunnen in verschillende delen van hun areaal een andere status hebben. Binnen het verspreidingsgebied wordt meestal onderscheid gemaakt tussen:
- Voor diersoorten die in verschillende seizoenen naar een ander deel van het verspreidingsgebied trekken maakt men onderscheid tussen
  - een "zomergebied" ("zomerareaal").  In het zomergebied wordt de soort beschouwd als zomergast
  - een "wintergebied" ("overwinteringsgebied", "winterareaal"). In het  overwinteringsgebied wordt de soort beschouwd als wintergast.
- Voor diersoorten die zich op een vaste plek voortplanten (paren en/of hun jongen krijgen of grootbrengen) wordt er een onderscheid gemaakt tussen het "voortplantingsgebied" ("broedgebied", "paaigebied", "broedareaal") en de rest van het verspreidingsgebied.
- Tussen het "oorspronkelijke", "historische" of "natuurlijke" verspreidingsgebied en delen van het verspreidingsgebied waar hij niet van nature voorkomt, hetzij als exoot, opzettelijk of per ongeluk ingevoerd door de mens, hetzij als dwaalgast. Een dwaalgast is een organisme dat buiten zijn natuurlijke verspreidingsgebied wordt aangetroffen. Gebieden waar een soort als dwaalgast voorkomt, worden niet tot het verspreidingsgebied van een soort gerekend. Ook wordt de term "oorspronkelijk" of "historisch" verspreidingsgebied gebruikt voor het verspreidingsgebied waar een soort vroeger voorkwam, maar tegenwoordig grotendeels is uitgestorven.

### Bepalende factoren
Het verspreidingsgebied is gedeeltelijk afhankelijk van de evolutionaire geschiedenis van een bepaalde soort. De meeste planten- en diersoorten leven in de nabijheid van het verspreidingsgebied van hun voorouders, en verwante soorten leven meestal naast of in de buurt van elkaar: hun verspreidingsgebieden grenzen of overlappen.
De grenzen van het verspreidingsgebied worden onder andere bepaald door de habitatseisen van een soort, en door natuurlijke barrières. De otter (Lutra lutra), een waterdier met een groot verspreidingsgebied, dat zich uitstrekt over een groot deel van Europa, Azië en Noordwest-Afrika, leeft in waterrijke gebieden. Grote woestijnen als de Sahara vormt voor deze soort een grote barrière, waardoor dit de grens vormt van het verspreidingsgebied van de soort. Voor trekvogels als de zwarte ooievaar (Ciconia nigra) is de Sahara een minder groot obstakel, en zij kunnen er eroverheen trekken naar hun wintergebieden.
Biotische en abiotische factoren spelen eveneens een rol bij (de grenzen van) het verspreidingsgebied. Bepaalde plantensoorten zijn bijvoorbeeld afhankelijk van een specifieke bodemsamenstelling of vochtigheid. Het verspreidingsgebied van zonnedauw (Drosera rotundifolia) wordt bijvoorbeeld bepaald door de aanwezigheid voor drassige, stikstofarme grond. Een voorbeeld van biotische factoren is de innige relatie die kan bestaan tussen verscheidene soorten. Sommige vlindersoorten zijn bijvoorbeeld afhankelijk van slechts enkele waardplanten. Het verspreidingsgebied van deze vlinders is afhankelijk van de verspreiding van deze plantensoorten.

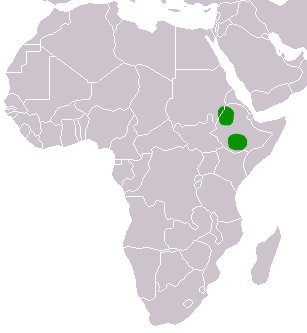
Disjunct verspreidingsgebied van de Ethiopische wolf (Canis simensis)

Sommige soorten zijn uit hun historische areaal verdrongen door een veranderend habitat, bijvoorbeeld door veranderingen in het klimaat, of door de komst van een concurrerende en beter aangepaste soort. Hoog in het Ethiopisch Hoogland leven bijvoorbeeld gelada's, een grote apensoort, en Ethiopische wolven, een hondachtige. Fossiele vondsten hebben aangetoond dat vroeger het verspreidingsgebied van deze soorten groter was, maar door een veranderend klimaat (het warmer en droger worden van Oost-Afrika) en de komst van concurrerende soorten als bavianen en jakhalzen zijn deze soorten verdrongen naar geïsoleerde bergen.